# Campionati sudamericani di atletica leggera 1919
La prima edizione dei campionati sudamericani di atletica leggera si tenne a Montevideo, Uruguay. 

## Prove maschili[1]

### Corse
| Evento             | Oro                       | Oro     | Argento               | Argento  | Bronzo                 | Bronzo  |
| ------------------ | ------------------------- | ------- | --------------------- | -------- | ---------------------- | ------- |
| 100m               | Henry Bowles Uruguay      | 11"8    | Marcelo Uranga Cile   | 12"0     | Ricardo Müller Cile    | 12"1    |
| 200m               | Isabelino Gradín Uruguay  | 23"2    | Julio Gorlero Uruguay | 23"4     | Ricardo Müller Cile    | 23"8    |
| 400m               | Isabelino Gradín Uruguay  | 52"4    | Armando Camus Cile    | 53"0     | Carlos Stevens Cile    | 54"6    |
| 800m               | Juan Campos Uruguay       | 2'04".8 | Armando Camus Cile    | 2'06"4   | Carlos Stevens Cile    | 2'07"0  |
| 1500m              | Juan Baeza Cile           | 4'29"8  | Manuel Moraga Cile    | 4'30"0   | Enrique Calderón Cile  | 4'31"4  |
| 10000m             | Gilberto Martínez Uruguay | 33'57"0 | Juan Baeza Cile       | 34'41".2 | Enrique Calderón Cile  | 34'55"6 |
| 110 metri ostacoli | Harold Rosenqvist Cile    | 17"0    | Julio Kilián Cile     | 17"2     | Adolfo Reccius Cile    | 18"0    |
| 200 metri ostacoli | Julio Kilián Cile         | 27"2    | Adolfo Reccius Cile   |          | Harold Rosenqvist Cile | 28"0    |
| 400 metri ostacoli | Julio Kilián Cile         | 59"2    | Adolfo Reccius Cile   | 61"4     | Andrés Mazzali Uruguay | 62"0    |
| 4x400 m            | Cile                      | 3:39.0  | Uruguay               | 3:39.4   |                        |         |

### Altre gare
| Evento                  | Oro                       | Oro   | Argento                    | Argento | Bronzo                     | Bronzo |
| ----------------------- | ------------------------- | ----- | -------------------------- | ------- | -------------------------- | ------ |
| Salto in alto           | Carlos Patiño Uruguay     | 1,72  | Hernán Orrego Cile         | 1,70    | Arturo Filloy Uruguay      | 1,68   |
| Salto in alto da fermo  | Carlos Patiño Uruguay     | 1,40  | Carlos Fernández Uruguay   | 1,38    | Arturo Filloy Uruguay      | 1,38   |
| Salto in lungo          | Ricardo Müller Cile       | 6,68  | Adolfo Reccius Cile        | 6,53    | Ricardo Filloy Uruguay     | 6,47   |
| Salto con l'asta        | Eugen Fonck Cile          | 3,20  | José Amejeiras Uruguay     | 3,15    | Héctor Berruti Uruguay     | 3,15   |
| Salto in lungo da fermo | Hugo Krumm Cile           | 3,07  | Carlos Patiño Uruguay      | 2,95    | Ernesto Ramón Uruguay      | 2,91   |
| Getto del peso          | Teodoro Scheihing Cile    | 11,47 | Víctor Zaragoza Uruguay    | 11,22   | Harold Rosenqvist Cile     | 10,95  |
| Lancio del disco        | Alberto Warncken Cile     | 35,80 | Leonardo de Lucca Uruguay  | 33,68   | Fernando Capellini Uruguay | 33,44  |
| Lancio del martello     | Leonardo de Lucca Uruguay | 32,57 | Evaldo Homberg Cile        | 31,97   | Teodoro Scheihing Cile     | 30,40  |
| Tiro del giavellotto\|} | Arturo Medina Cile        | 45,95 | Fernando Capellini Uruguay | 43,27   | Evaldo Homberg Cile        | 40,50  |